# .uy

Phân bổ không gian địa chỉ IPv6 (Uruguay).

.uy là tên miền quốc gia cấp cao nhất (ccTLD) của Uruguay. Tên miền phải được đăng ký ở cấp 3.

## Tên miền cấp 2
- .com.uy: dành cho công ty thương mại (địa chỉ trả cước ở trong nước là điều kiện cần có đối với người dăng ký ở nước ngoài)
- .edu.uy: dành cho cơ quan giáo dục
- .gub.uy: dành cho cơ quan chính quyền địa phương
- .net.uy: dành cho nhà cung cấp dịch vụ mạng
- .mil.uy: dành cho quân đội địa phương
- .org.uy: dành cho tổ chức phi lợi nhuận